# Vogelwarte (Zeitschrift)
Die Vogelwarte – Zeitschrift für Vogelkunde ist eine Fachzeitschrift für Ornithologie und wird gemeinsam von den Deutschen Vogelwarten und der Deutschen Ornithologen-Gesellschaft (DO-G) herausgegeben. Sie ist das „offizielle Organ“ der DO-G.
Die „Vogelwarte“ ist die Fortsetzung der Zeitschriften Der Vogelzug (1930–1943) und Die Vogelwarte (1948–2004). Sie veröffentlicht Beiträge aus allen Bereichen der Ornithologie, einschließlich Avifaunistik und Beringungswesen. Zusätzlich zu Originalarbeiten werden Kurzfassungen (Abstracts) von Dissertationen aus dem Bereich der Vogelkunde, Nachrichten und Terminhinweise, Meldungen aus den Beringungszentralen und Medienrezensionen publiziert. Als offizielles Organ der Deutschen Ornithologen-Gesellschaft veröffentlicht die Zeitschrift Berichte und Mitteilungen aus der Gesellschaft.

## Redaktion und Herausgeber
Die Schriftleitung liegt bei einem Team von derzeit vier Schriftleitern, die von den Herausgebern benannt werden. Die Schriftleiter sind derzeit (05/2021):
- Wolfgang Fiedler (Vogelwarte Radolfzell)
- Ommo Hüppop (Institut für Vogelforschung „Vogelwarte Helgoland“ Inselstation Helgoland)
- Christof Herrmann (Beringungszentrale Hiddensee)
- Christoph Unger (DO-G)

Herausgeber sind neben der Deutschen Ornithologen-Gesellschaft, das Institut für Vogelforschung „Vogelwarte Helgoland“, der Vogelwarte Radolfzell am Max-Planck-Institut für Ornithologie, der Vogelwarte Hiddensee und der Beringungszentrale Hiddensee.